# Comuna Veselîi Hai, Novomîkolaiivka
Veselîi Hai (în ucraineană Веселий Гай) este o comună în raionul Novomîkolaiivka, regiunea Zaporijjea, Ucraina, formată din satele Novovolodîmîrivka și Veselîi Hai (reședința).

## Demografie
Componența lingvistică a comunei Veselîi Hai
     Ucraineană (93,03%)
     Rusă (6,82%)
     Alte limbi (0,15%)
Conform recensământului din 2001, majoritatea populației comunei Veselîi Hai era vorbitoare de ucraineană (93,03%), existând în minoritate și vorbitori de rusă (6,82%).